# Кузнецово (Октябрьский район)
Кузнецово — деревня в Октябрьском районе Челябинской области России. Входит в состав Лысковского сельского поселения.

## География
Деревня находится на востоке Челябинской области, в лесостепной зоне, на южном берегу озера Тютни, на расстоянии примерно 20 километров (по прямой) к северо-северо-западу (NNW) от села Октябрьское, административного центра района. Абсолютная высота — 186 метров над уровнем моря.

## Население
| 2002 | 2010 |
| ---- | ---- |
| 134  | ↘69  |

Гендерный состав
По данным Всероссийской переписи населения 2010 года в гендерной структуре населения мужчины составляли 49,3 %, женщины — соответственно 50,7 %.
Национальный состав
Согласно результатам переписи 2002 года, в национальной структуре населения русские составляли 85 %.

## Улицы
Уличная сеть деревни состоит из одной улицы.